# Isla Herradura
La isla Herradura es una isla ubicada frente a la costa oeste de la costa Fallières de la península Antártica, Antártida.
Posee 12 kilómetros de largo y seis de ancho, ocupando la mayor parte de la entrada a la bahía Cuadrada y el fiordo Bourgeois.

## Historia y toponimia
Fue descubierta y nombrada por la Expedición Británica a la Tierra de Graham bajo la dirección de John Riddoch Rymill, quien cartografió el área por tierra y desde el aire entre 1936 y 1937. Su nombre indica la forma semicircular con que se alinean sus montañas de 600 a 900 metros. Fue recartografiada por el British Antarctic Survey entre 1948 y 1950 y renombrada Stonington Island, cuando se descubrió que la forma era menos parecida a una herradura de lo que originalmente se creía. Sin embargo, prevaleció el primer nombre que también fue traducido al castellano por las toponimias antárticas de Argentina y Chile.

### Base Y
En el extremo noroccidental de la isla se encuentra la base Y, también conocida como Horseshoe Base, una estación de investigación británica inactiva pero relativamente inalterada y completamente equipada desde finales de los años 1950. Incluye a Blaiklock, una cabaña de refugio cercana. El sitio ha sido designado como Sitio y Monumento Histórico (SHM número 63), tras una propuesta del Reino Unido a la Reunión Consultiva del Tratado Antártico.
La base fue establecida en la caleta Sally (o Javiera), el 11 de marzo de 1955, y ocupada continuamente hasta que fue evacuada, el 21 de agosto de 1960.

## Reclamaciones territoriales
Argentina incluye la isla Herradura en el departamento Antártida Argentina dentro de la provincia de Tierra del Fuego, Antártida e Islas del Atlántico Sur; para Chile forman parte de la comuna Antártica de la provincia Antártica Chilena dentro de la Región de Magallanes y de la Antártica Chilena; y para el Reino Unido integran el Territorio Antártico Británico. Las tres reclamaciones están sujetas a las disposiciones del Tratado Antártico.
Nomenclatura de los países reclamantes: 
- Argentina: isla Herradura[6][7]
- Chile: isla Herradura[8]
- Reino Unido: Horseshoe Island[3]